# Коста Брадић
Коста Брадић (Ђевђелија, 20. мај 1927 — Београд, 14. децембар 2014) био је српски сликар.

## Биографија
Детињство је провео у Пироту, потом у Лесковцу, где је током окупације завршио шести разред гимназије. По завршетку рата 1945. породица Брадић сели се у Банат, а он размишља да напусти гимназију. Одлази у Београд и уписује тадашњу школу за примењену уметност, где већ 1951. почиње да ради прва уља. После завршене средње школе уписује Академију ликовних уметности у Београду и завршава је у класи проф. Недељка Гвозденовића 1954. године, од кад почиње и да излаже своје радове.
Након завршене академије усавршавао је сликарство у Риму и Паризу где се упознао са новим уметничким правцима. Фреско сликарство је усавршавао у Атини код чувеног иконописца оца Стаматиса.
Уз Шејку кога је упознао још за време студија у Београду, Главуртића и Ољу Ивањицки био је истакнути представник Медиале. Његов уметнички стил карактерише присуство ренесансних детаља и надреалистичких елемената.